# Arnaldo Tamayo Méndez
Arnaldo Tamayo Méndez (Guantánamo, 29 gennaio 1942) è un cosmonauta cubano.
È stato il primo latinoamericano a viaggiare nello spazio e il primo astronauta cubano di colore.
Nel 1978 fu selezionato per integrarsi al Programma Intercosmos e fu trasferito alla Villa Stellare in Unione Sovietica per completare il suo addestramento. Il 18 settembre 1980 alle 15:11, la navicella Sojuz 38 decollò dal Cosmodromo di Baikonur in Kazakistan con a bordo l'ingegnere sovietico Jurij V. Romanenko e Arnaldo Tamayo verso il complesso orbitale Saljut 6, dove furono realizzati per una settimana una serie di esperimenti scientifici riguardo alla chimica organica, alla medicina, alla biologia e alla tecnologia. Il programma d'indagine e degli esperimenti della missione fu preparato dall'Accademia Nazionale delle Scienze di Cuba e comprendeva la coltivazione dei primi monocristalli organici in microgravità utilizzando il purissimo zucchero di canna cubano.
Oggi è brigadiere generale e capo del Dipartimento degli affari esteri del Ministero delle Forze Armate Rivoluzionarie di Cuba.